# Sebastian Earl
Sebastian Earl (2. januar 1900 - 10. april 1983) var en britisk roer.
Earl vandt en sølvmedalje ved OL 1920 i Antwerpen, som del af den britiske otter, der desuden bestod af John Campbell, Ewart Horsfall, Walter James, Sidney Swann, Richard Lucas, Guy Oliver Nickalls, Ralph Shove og styrmand Robin Johnstone. I en tæt finale blev briterne besejret med bare 0,8 sekunder af guldvinderne fra USA, mens Norge vandt bronze.
Earl var studerende ved University of Oxford, og var i 1920 med i båden i det traditionsrige Boat Race på Themsen.

## OL-medaljer
- 1920:  Sølv i otter